# Лизио
Лизио (итал. Lisio) је насеље у Италији у округу Кунео, региону Пијемонт.
Према процени из 2011. у насељу је живело 211 становника. Насеље се налази на надморској висини од 589 м.

## Становништво
Према резултатима пописа становништва 2011. у општини је живело 214 становника.
| 1936. | 1951. | 1961. | 1971. | 1981. | 1991. | 2001. | 2011. |
| ----- | ----- | ----- | ----- | ----- | ----- | ----- | ----- |
| 608   | 599   | 467   | 378   | 332   | 302   | 248   | 214   |